# Coulanges (Allier)
Coulanges ist eine französische Gemeinde mit 292 Einwohnern (Stand: 1. Januar 2022) im Département Allier in der Region Auvergne-Rhône-Alpes. Sie gehört zum Arrondissement Vichy und zum Gemeindeverband Le Grand Charolais. Die Bewohner werden Coulangeois und Coulangeoises genannt.

## Lage
Die Gemeinde Coulanges liegt an der Loire, die hier die Grenze zum Département Saône-et-Loire markiert und an ihrem Nebenfluss Loddes, sieben Kilometer westlich von Digoin. Durch die Gemeinde führt der Loire-Seitenkanal. Nachbargemeinden von Coulanges sind Saint-Agnan im Norden, Molinet im Osten, Le Pin im Südosten und Süden, Monétay-sur-Loire im Süden  und Südwesten, Saligny-sur-Roudon im Westen sowie Pierrefitte-sur-Loire im Westen und Nordwesten. Durch die Gemeinde Coulanges verläuft die Route nationale 79.

## Bevölkerungsentwicklung
| Jahr                       | 1962 | 1968 | 1975 | 1982 | 1990 | 1999 | 2006 | 2016 | 2022 |
| Einwohner                  | 512  | 460  | 419  | 329  | 339  | 308  | 307  | 349  | 292  |
| Quellen: Cassini und INSEE |      |      |      |      |      |      |      |      |      |

## Sehenswürdigkeiten
- Kirche Saint-Révérien
- Schloss Mortillon aus dem 15. Jahrhundert
- Keramikmanufaktur, Monument historique

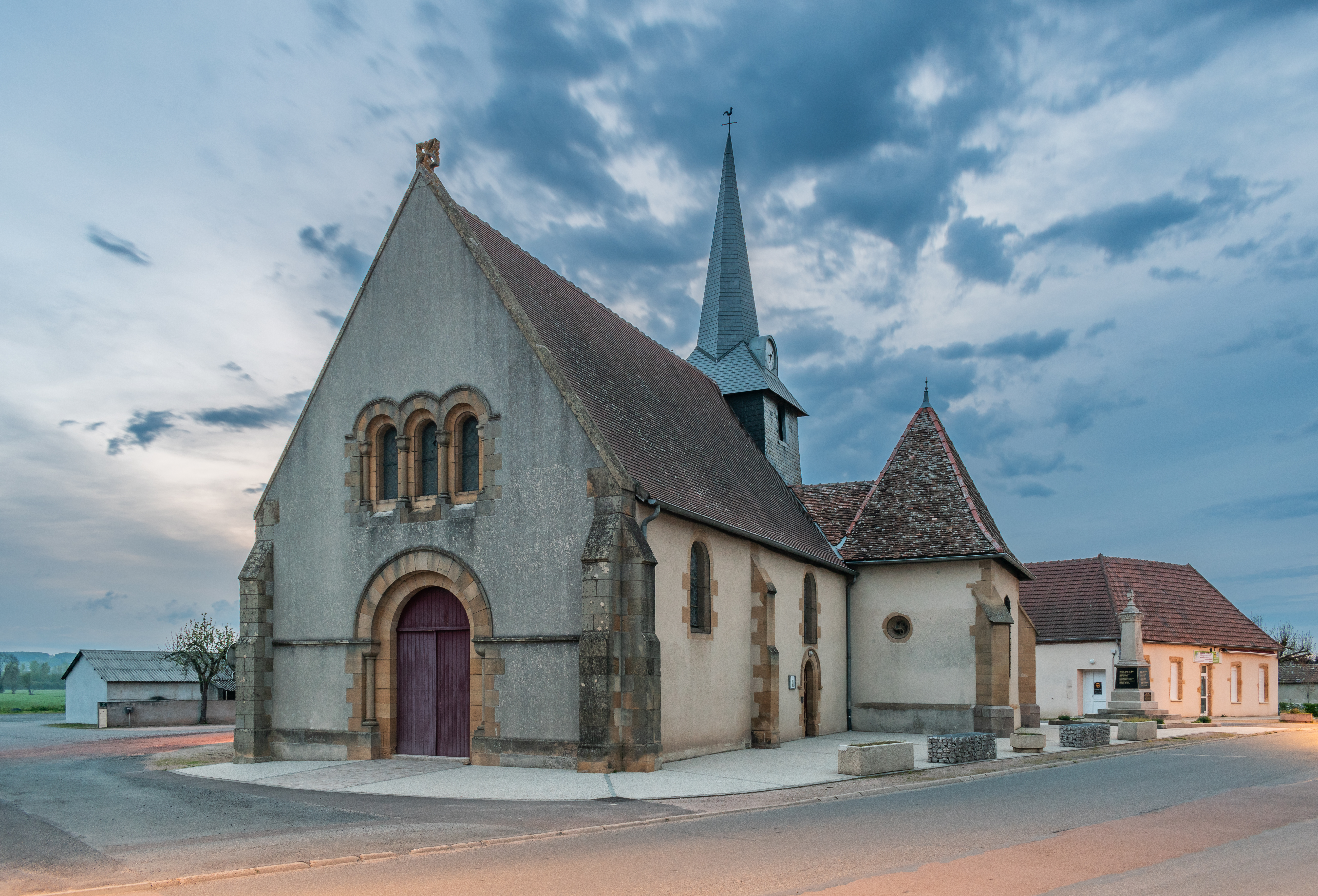
Kirche Saint-Révérien